# 神戶大空襲

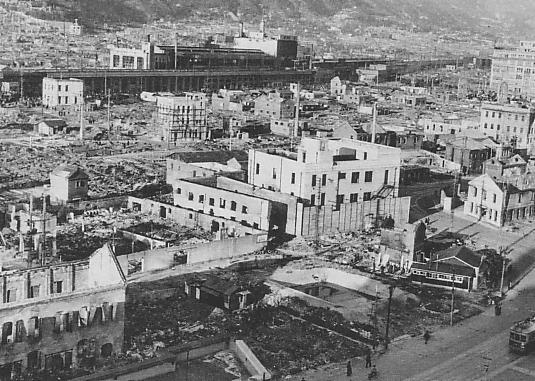
空襲後的神戶

神戶大空襲（日语：／ Kōbe daikūshū）是第二次世界大戰末期美軍多次對神戶市和周邊地域進行的戰略轟炸的總稱。一般都特別指1945年3月17日對兵庫區、林田區等西神戶和同年6月5日對東神戶和阪神間的町村造成壞滅性破壞的空襲。

## 神戶大空襲登場的作品
- 《螢火蟲之墓》（野坂昭如著）
- 《三個阿道夫》（手塚治虫作）
- 《少年H》（妹尾河童著）
- 《くだんのはは》（小松左京作）